# Ramachandraspis fenestrata
Ramachandraspis fenestrata är en insektsart som beskrevs av Rao 1953. Ramachandraspis fenestrata ingår i släktet Ramachandraspis och familjen pansarsköldlöss. Inga underarter finns listade i Catalogue of Life.